# The Stockholm Concert, 1966
The Stockholm Concert, 1966 est un album en public (1966) de la chanteuse américaine Ella Fitzgerald, accompagnée de l'orchestre de Duke Ellington. L'enregistrement n'a été commercialisé qu'en 1984. 
Des quatre enregistrements d'Ella et le Duke ensemble, celui-ci fut le dernier à être commercialisé. Ella et Duke réalisèrent leur dernier collaboration Ella and Duke at the Cote D'Azur plus tard en 1966.

## Titres
Pour le LP de 1984 chez Pablo Records 2308-242. Pour le CD de 1987 chez Pablo records 025218024228.
Première face
1. Imagine My Frustration (Duke Ellington, Billy Strayhorn, Gerald Wilson) – 5:13
2. Duke's Place (Ellington, Bob Katz, Bob Thiele) – 4:43
3. Satin Doll (Ellington, Johnny Mercer, Strayhorn) – 3:08
4. Something to Live For (Ellington, Strayhorn) – 4:04
5. Wives and Lovers (Burt Bacharach, Hal David) – 2:11

Deuxième face
1. Só Danço Samba (Jazz Samba) (Vinícius de Moraes, Norman Gimbel, Antônio Carlos Jobim) – 4:14
2. Let's Do It (Let's Fall in Love) (Cole Porter) – 4:09
3. Lover Man (Oh, Where Can You Be?) (Jimmy Davis, Ram Ramirez, Jimmy Sherman) – 4:50
4. Cotton Tail (Ellington) – 5:01

## Musiciens
Enregistré le 7 février 1966 à Stockholm, Suède :
- The Duke Ellington Orchestra
- William Cat Anderson — trompette
- Mercer Ellington
- Cootie Williams— trompette
- Herb Jones
- Lawrence Brown — trombone
- Chuck Connors
- Buster Cooper
- Johnny Hodges — saxophone alto
- Russell Procope
- Paul Gonsalves — saxophone ténor
- Harry Carney — saxophone baryton
- Jimmy Hamilton — clarinette, saxophone ténor
- Jimmy Jones — piano
- John Lamb — contrebasse
- Joe Comfort
- Sam Woodyard — batterie
- Gus Johnson
- Duke Ellington — piano, arrangeur, bandleader.

## Crédits
- Produit par Norman Granz
- Masteurisé par Joe Tarantino à Fantasy Studios, Berkeley, CA.